# Jessica Hewitt
Jessica Hewitt (Langley, 9 ottobre 1986) è una pattinatrice di short track canadese.

## Biografia
Ha rappresentato il Canada ai Giochi olimpici di Sochi 2014 vincendo la medaglia d'argento nella staffetta 3000 metri, con le compagne Marie-Ève Drolet, Marianne St-Gelais e Valérie Maltais.

## Palmarès

### Olimpiadi
- 1 medaglia:
  - 1 argento (staffetta 3000 m a Soči 2014).

### Campionati mondiali
- 3 medaglie:
  - 2 argenti (staffetta 3000 m a Debrecen 2013; staffetta 3000 m a Montreal 2014);
  - 1 bronzo (staffetta 3000 m a Sheffield 2011).